# Paradise Lost
Paradise Lost – brytyjska grupa gothic metalowa powstała w 1988 roku w Halifax w Anglii. Zespół bywa zaliczany do pionierów death doom metalu oraz metalu gotyckiego. W późniejszym okresie grupa eksperymentowała z elementami elektroniki, poddając się jednocześnie inspiracjom rockiem gotyckim. Po tym okresie zespół powrócił jednak do cięższych brzmień, a wraz z wydaniem w 2015 roku albumu The Plague Within powrócił do elementów takich jak growl.

## Historia

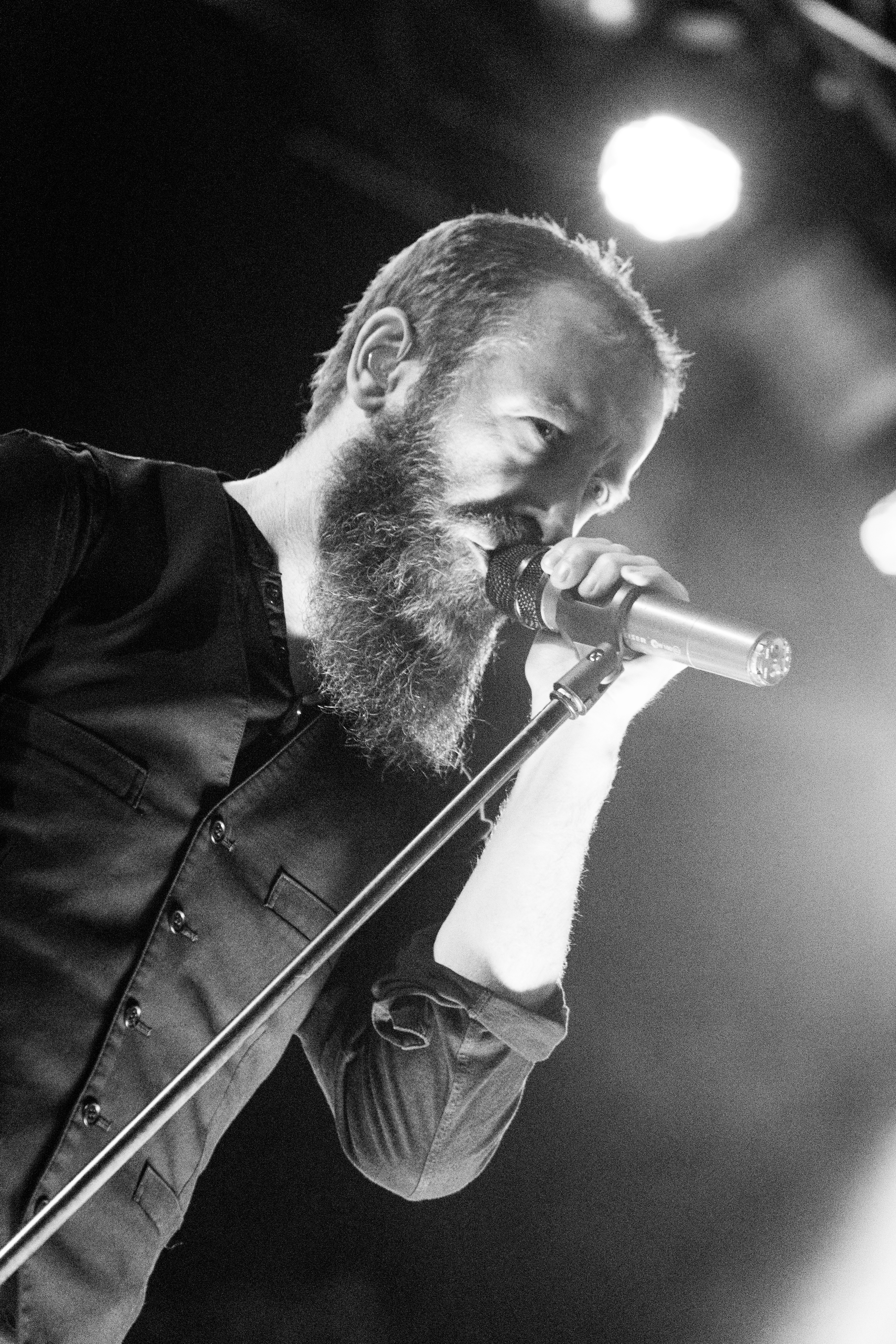
Nick Holmes, 2015

Paradise Lost został założony przez Nicka Holmesa, Grega Mackintosha, Stevena Edmondsona, Aarona Aedy’ego oraz Matta Archera. Nazwa grupy jest inspirowana poematem Johna Miltona „Raj utracony”. Rozpoczęli karierę, wiążąc się z wytwórnią Music for Nations, w której stajni znajdowały się dwie inne grupy: Anathema i My Dying Bride. Albumy wydane przez te trzy grupy zostały określone mianem brytyjskiej szkoły doom-death metalu. Każda z nich grała muzykę wolną, ciężką do mrocznych, „gotyckich” tekstów. Za przełomową płytę Paradise Lost uznano album Gothic. Został on uznany za kanon gatunku, który nazwano gothic metal. Podobnie zresztą jak pozostałe dwie grupy, Paradise Lost nie przywiązał się do stylu muzycznego z pierwszych płyt. Stopniowo zaczęli rezygnować z charakterystycznych dla nich wokali (męski growl połączony z żeńskim wokalem), jednocześnie muzycznie zmierzając w kierunku bardziej klasycznych odmian metalu, niż samego death metalu. Kulminacją tego etapu muzycznego była płyta, która do dziś jest największym sukcesem komercyjnym Paradise Lost Draconian Times.
Przed nagraniem Draconian Times perkusistę Matta Archera zastąpił Lee Morris. Po nagraniu tego albumu kompozytor grupy, Greg Mackintosh zafascynował się instrumentami elektronicznymi. To, oraz inspiracje Sisters of Mercy, które zaczęły się manifestować przy okazji Draconian Times (cover utworu Walk Away na stronie B singla The Last Time), przyczyniły się do powstania zaskakująco lekkiej i prostej gitarowo płyty One Second, której bliżej było do rocka gotyckiego niż do metalu. Co więcej, dalej postępowała metamorfoza wokalna Nicka Holmesa, który na tej płycie śpiewał już czystym, popowym wręcz głosem, przy wsparciu śpiewającego perkusisty Lee Morrisa. Płyta była szokiem dla wielu fanów, oraz znakiem, że czas grupy na scenie metalowej się kończy. Wraz z tą płytą zakończył się także kontrakt grupy z Music for Nations, a grupa ruszyła na podbój świata, podpisując umowę z EMI. Rezultatem tej umowy były dwie kolejne płyty. Pierwsza z nich, Host jest już płytą niemal zupełnie elektroniczną. W brzmieniu zespołu nie ma nawet śladu grupy, która nagrywała pierwsze płyty. Przez wielu była porównywana do dokonań Depeche Mode (w szczególności do najbardziej gitarowej płyty Songs of Faith and Devotion oraz do Ultra), tym bardziej że jej producentem był Steve Lyon, który współpracował również z Depeche Mode.
Następna płyta była jednak sygnałem, że ten etap rozwoju grupa ma już również za sobą. Płyta Believe in Nothing stanowiła dziwny mariaż nowego brzmienia z rockiem. Od tego momentu grupa określa swoją muzykę jako dark rock. Płyta ta kończy okres współpracy grupy z EMI. Nowym wydawcą zostaje GUN records związana z BMG. Wydaje się, że okres eksperymentów grupa ma za sobą. Płyty Symbol of Life i Paradise Lost są nieco mniej odważne, lecz starają się odnaleźć swoistą syntezę elektronicznych sympatii grupy z brzmieniami z płyty Draconian Times. Po płycie Symbol of Life zespół rozstaje się z Lee Morrisem. Jako perkusista sesyjny dołącza do grupy Jeff Singer, który wkrótce ustępuje miejsca Adrianowi Erlandssonowi.

## Muzycy

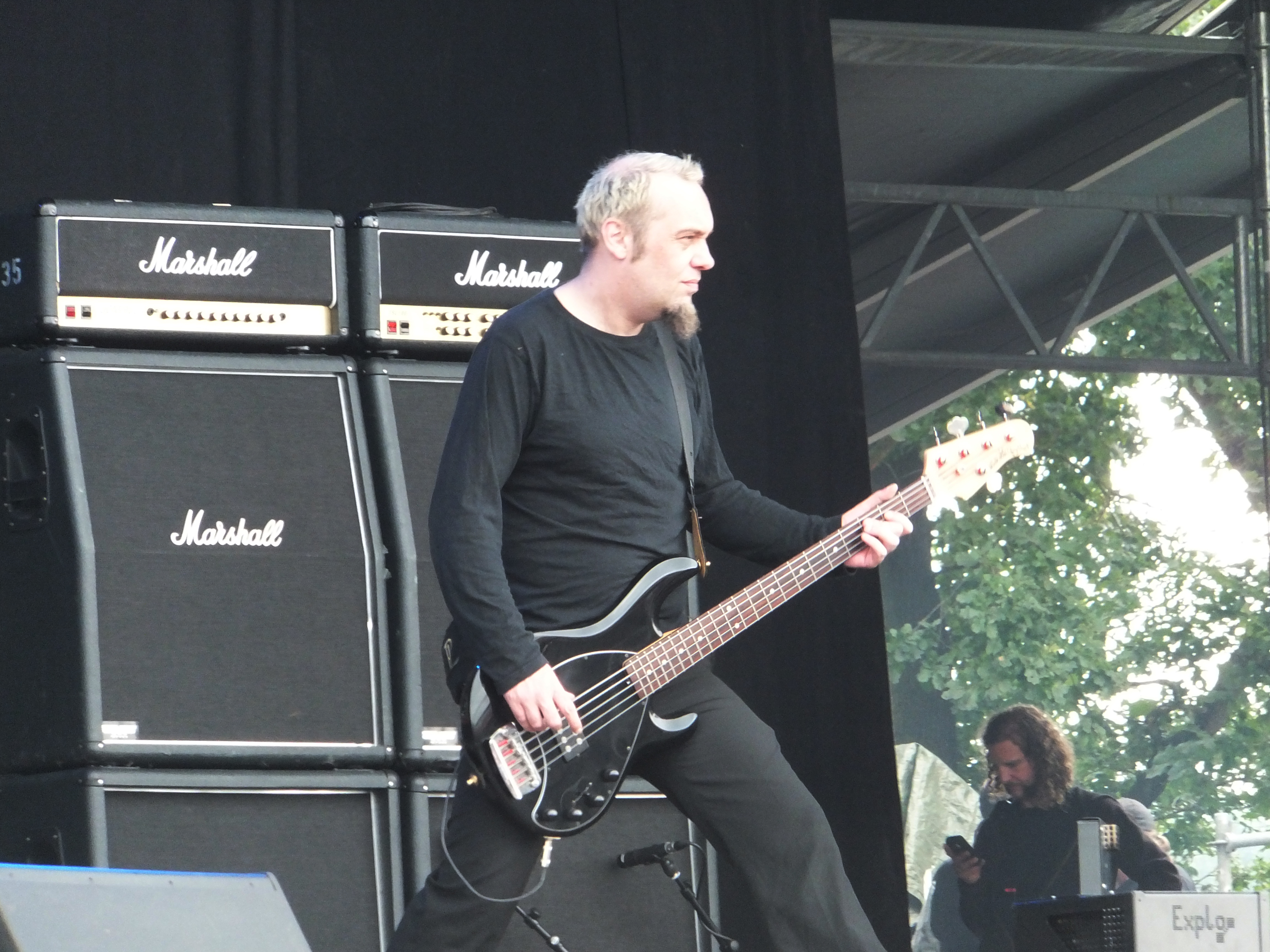
Steve Edmondson, 2012

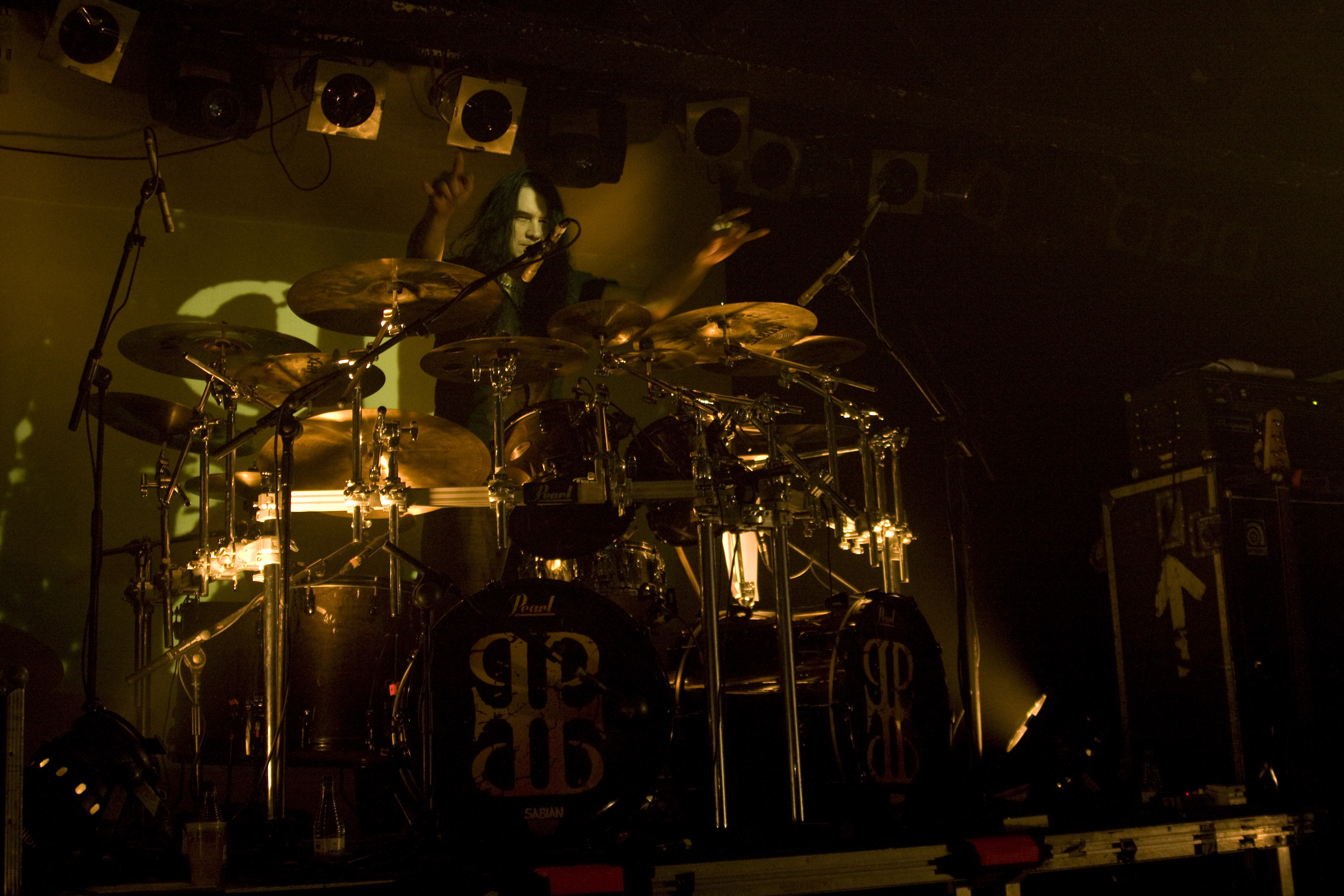
Adrian Erlandsson, 2009

### Obecny skład zespołu
- Nick Holmes – wokal prowadzący (od 1988)
- Gregor Mackintosh – gitara prowadząca, instrumenty klawiszowe (od 1988)
- Aaron Aedy – gitara rytmiczna (od 1988)
- Steve Edmondson – gitara basowa (od 1988)
- Jeff Singer – perkusja (2007-2008, od 2025)[5]

### Byli członkowie zespołu
- Matthew Archer – perkusja (1988-1994)
- Lee Morris – perkusja, wokal wspierający (1994-2004)
- Adrian Erlandsson – perkusja (2009-2016)[6][7]
- Waltteri Väyrynen – perkusja (2016-2022)
- Guido Montanarini - perkusja (2023-2025)

### Muzycy koncertowi
- Milly Evans – gitara (1999, 2009-2010), instrumenty klawiszowe, wokal wspierający (2011)
- Andy Corns – gitara (1999)
- Mark Heron – perkusja (2008)
- Jeff Singer – perkusja (2009, 2012, 2013, 2014)
- Waltteri Väyrynen – perkusja (2015-2016)[8]

## Dyskografia

### Albumy studyjne
| Rok                            | Tytuł | Pozycja na liście | Pozycja na liście | Pozycja na liście | Pozycja na liście | Pozycja na liście | Pozycja na liście | Pozycja na liście | Pozycja na liście | Pozycja na liście | Pozycja na liście | Pozycja na liście | Pozycja na liście |
| Rok                            | Tytuł | HOL               | DEU               | AUT               | CHE               | NOR               | FIN               | FRA               | BEL               | POL               | ESP               | SWE               | GBR               |
| ------------------------------ | --- | ----------------- | ----------------- | ----------------- | ----------------- | ----------------- | ----------------- | ----------------- | ----------------- | ----------------- | ----------------- | ----------------- | ----------------- |
| 1990                           | Lost Paradise - Data: 5 lutego 1990 - Wydawca: Peaceville Records - Format: CD, MC, LP, digital download                        | –                 | –                 | –                 | –                 | –                 | –                 | –                 | –                 | –                 | –                 | –                 | –                 |
| 1991                           | Gothic - Data: marzec 1991 - Wydawca: Peaceville Records - Format: CD, MC, LP, digital download                                 | –                 | –                 | –                 | –                 | –                 | –                 | –                 | –                 | –                 | –                 | –                 | –                 |
| 1992                           | Shades of God - Data: 14 lipca 1992 - Wydawca: Music for Nations - Format: CD, MC, LP                                           | 79                | –                 | –                 | –                 | –                 | –                 | –                 | –                 | –                 | –                 | –                 | –                 |
| 1993                           | Icon - Data: 23 września 1993 - Wydawca: Music for Nations - Format: CD, MC, LP                                                 | 80                | 12                | –                 | –                 | –                 | –                 | –                 | –                 | –                 | –                 | –                 | –                 |
| 1995                           | Draconian Times - Data: 12 czerwca 1995 - Wydawca: Music for Nations - Format: CD, MC, LP                                       | 46                | 14                | 21                | 20                | –                 | 24                | –                 | 24                | –                 | –                 | 16                | 16                |
| 1997                           | One Second - Data: 14 lipca 1997 - Wydawca: Music for Nations - Format: CD, MC, LP                                              | 39                | 8                 | 10                | 40                | 25                | 7                 | 21                | –                 | –                 | –                 | 5                 | 31                |
| 1999                           | Host - Data: 21 maja 1999 - Wydawca: EMI/Electrola - Format: CD, MC                                                             | –                 | 4                 | 33                | –                 | 38                | 7                 | 67                | –                 | –                 | –                 | 19                | 61                |
| 2001                           | Believe in Nothing - Data: 21 lutego 2001 - Wydawca: EMI/Electrola - Format: CD, MC                                             | –                 | 10                | 31                | 41                | –                 | 18                | 48                | –                 | 22                | –                 | 43                | 144               |
| 2002                           | Symbol of Life - Data: 21 października 2002 - Wydawca: GUN Records - Format: CD, digital download                               | –                 | 16                | –                 | 77                | –                 | –                 | 61                | –                 | –                 | –                 | 56                | 166               |
| 2005                           | Paradise Lost - Data: 17 marca 2005 - Wydawca: GUN Records - Format: CD, digital download                                       | –                 | 18                | 34                | 59                | –                 | 36                | 63                | 92                | –                 | –                 | 21                | –                 |
| 2007                           | In Requiem - Data: 21 maja 2007 - Wydawca: Century Media Records - Format: CD, digital download                                 | –                 | 12                | 28                | 41                | –                 | 19                | 43                | –                 | 48                | –                 | 33                | 125               |
| 2009                           | Faith Divides Us – Death Unites Us - Data: 28 września 2009 - Wydawca: Century Media Records - Format: CD, LP, digital download | 84                | 22                | 54                | 52                | –                 | 22                | 45                | 61                | –                 | 70                | 29                | 122               |
| 2012                           | Tragic Idol - Data: 24 kwietnia 2012 - Wydawca: Century Media Records - Format: CD, LP, digital download                        | 85                | 6                 | 15                | 23                | 25                | 15                | 67                | 62                | –                 | 90                | 24                | 73                |
| 2015                           | The Plague Within - Data: 29 maja 2015 - Wydawca: Century Media Records - Format: CD, LP, digital download                      | 28                | 7                 | 14                | 21                | –                 | 4                 | 53                | 89                | –                 | 50                | 49                | 51                |
| 2017                           | Medusa - Data: 1 września 2017 - Wydawca: Nuclear Blast - Format: CD, LP, digital Download                                      | –                 | 6                 | 15                | 14                | –                 | 7                 | 44                | –                 | –                 | 30                | 38                | 56                |
| 2020                           | Obsidian - Data: 15 maja 2020 - Wydawca: Nuclear Blast - Format: CD, LP, digital Download                                       | –                 | –                 | –                 | –                 | –                 | –                 | –                 | –                 | –                 | –                 | –                 | –                 |
| „–” pozycja nie była notowana. | |                   |                   |                   |                   |                   |                   |                   |                   |                   |                   |                   |                   |

### Albumy koncertowe
| 1990                           | Live Death - Data: 4 listopada 1990 - Wydawca: Peaceville Records - Format: VHS, DVD                             | –  | –   | –  |
| 1994                           | Harmony Breaks - Data: 9 czerwca 1994 - Wydawca: Music for Nations - Format: VHS                                 | –  | –   | –  |
| 1999                           | One Second Live - Data: 1999 - Wydawca: Music for Nations - Format: VHS                                          | –  | –   | –  |
| 2002                           | Evolve - Data: 2002 - Wydawca: Music for Nations - Format: DVD                                                   | –  | –   | 18 |
| 2003                           | At the BBC - Data: 14 kwietnia 2003 - Wydawca: Strange Fruit Records - Format: CD                                | –  | –   | –  |
| 2008                           | The Anatomy of Melancholy - Data: 23 maja 2008 - Wydawca: Fascination Street - Format: CD, DVD                   | 42 | 175 | –  |
| 2011                           | Draconian Times MMXI - Data: 7 listopada 2011 - Wydawca: Century Media Records - Format: CD, DVD                 | –  | –   | –  |
| 2013                           | Tragic Illusion Live at the Roundhouse, London - Data: 9 grudnia 2013 - Wydawca: Abbey Road Studios - Format: CD | –  | –   | –  |
| 2015                           | Symphony for the Lost - Data: 20 listopada 2015 - Wydawca: Century Media - Format: 2×CD+DVD, DL                  | 69 | 192 | –  |
| „–” pozycja nie była notowana. | |    |     |    |

### Inne
| Rok  | Tytuł |
| ---- | --- |
| 1988 | Morbid Existence (demo) - Data: 1988 - Wydawca: brak (wydanie własne) - Format: MC                                  |
| 1988 | Paradise Lost (demo) - Data: 3 grudnia 1988 - Wydawca: brak (wydanie własne) - Format: MC                           |
| 1989 | Frozen Illusion (demo) - Data: sierpień 1989 - Wydawca: brak (wydanie własne) - Format: MC                          |
| 1989 | Plains of Desolation (demo) - Data: 1989 - Wydawca: brak (wydanie własne) - Format: MC                              |
| 1994 | Seals the Sense (minialbum) - Data: 21 lutego 1994 - Wydawca: Music for Nations - Format: CD, MC                    |
| 1994 | Gothic EP (minialbum) - Data: 30 czerwca 1994 - Wydawca: Peaceville Records - Format: CD, MC                        |
| 1998 | Reflection (kompilacja) - Data: 6 października 1998 - Wydawca: Music for Nations - Format: CD, MC                   |
| 2007 | Over the Madness (film dokumentalny) - Data: 26 listopada 2007 - Wydawca: Century Media Records - Format: DVD       |
| 2009 | Drown in Darkness – The Early Demos (kompilacja) - Data: 25 maja 2009 - Wydawca: Century Media Records - Format: CD |

### Single
| 1990                           | „In Dub”                  | –  | –  | –  | –  | Lost Paradise      |
| 1993                           | „As I Die”                | –  | –  | –  | –  | Shades of God      |
| 1995                           | „The Last Time”           | –  | 60 | –  | –  | Draconian Times    |
| 1995                           | „Enchantment”             | –  | –  | –  | –  | Draconian Times    |
| 1995                           | „Forever Failure”         | –  | 66 | –  | –  | Draconian Times    |
| 1997                           | „True Belief '97"         | –  | –  | –  | –  | Icon               |
| 1997                           | „Soul Courageous”         | –  | –  | –  | –  | One Second         |
| 1997                           | „Say Just Words”          | –  | 53 | –  | –  | One Second         |
| 1998                           | „One Second”              | –  | –  | –  | –  | One Second         |
| 1999                           | „So Much is Lost”         | –  | –  | –  | –  | Host               |
| 1999                           | „Permanent Solution”      | –  | –  | –  | –  | Host               |
| 2001                           | „Sell it to the World”    | –  | –  | –  | –  | Believe in Nothing |
| 2001                           | „Mouth”                   | 89 | –  | 22 | 16 | Believe in Nothing |
| 2001                           | „Fader”                   | –  | –  | –  | –  | Believe in Nothing |
| 2002                           | „Isolate”                 | –  | –  | –  | –  | Symbol of Life     |
| 2002                           | „Erased”                  | 80 | –  | –  | –  | Symbol of Life     |
| 2003                           | „Small Town Boy”          | –  | –  | –  | –  | Symbol of Life     |
| 2005                           | „Forever After”           | 77 | –  | 14 | –  | Paradise Lost      |
| 2007                           | „The Enemy”               | 84 | –  | –  | –  | In Requiem         |
| 2012                           | „Crucify”                 | –  | –  | –  | –  | Tragic Idol        |
| 2012                           | „The Last Fallen Saviour” | –  | –  | –  | –  | Tragic Idol        |
| „–” pozycja nie była notowana. |                           |    |    |    |    |                    |

## Teledyski
| Rok  | Tytuł                                | Reżyseria        | Album                              | Źródło |
| ---- | ------------------------------------ | ---------------- | ---------------------------------- | ------ |
| 1992 | „Pity The Sadness”                   | –                | Shades of God                      | [ 31 ] |
| 1992 | „As I Die”                           | –                | Shades of God                      | [ 31 ] |
| 1993 | „Widow”                              | –                | Icon                               | [ 31 ] |
| 1993 | „True Belief”                        | –                | Icon                               | [ 31 ] |
| 1993 | „Embers Fire”                        | –                | Icon                               | [ 31 ] |
| 1995 | „The Last Time”                      | –                | Draconian Times                    | [ 31 ] |
| 1995 | „Forever Failure”                    | –                | Draconian Times                    | [ 31 ] |
| 1997 | „Say Just Words”                     | –                | One Second                         | [ 31 ] |
| 1997 | „One Second”                         | –                | One Second                         | [ 31 ] |
| 1999 | „So Much is Lost”                    | –                | Host                               | [ 31 ] |
| 1999 | „Permanent Solution”                 | –                | Host                               | [ 31 ] |
| 2001 | „Mouth”                              | –                | Believe in Nothing                 | [ 31 ] |
| 2001 | „Fader”                              | –                | Believe in Nothing                 | [ 31 ] |
| 2002 | „Erased”                             | –                | Symbol of Life                     | [ 31 ] |
| 2005 | „Forever After”                      | –                | Paradise Lost                      | [ 31 ] |
| 2007 | „The Enemy”                          | –                | In Requiem                         | [ 32 ] |
| 2007 | „Praise Lamented Shade”              | Dash Productions | In Requiem                         | [ 33 ] |
| 2009 | „Faith Divides Us – Death Unites Us” | Nathan T Heys    | Faith Divides Us – Death Unites Us | [ 34 ] |
| 2009 | „The Rise Of Denial”                 | –                | Faith Divides Us – Death Unites Us | [ 35 ] |
| 2012 | „Honesty In Death”                   | Matt Green       | Tragic Idol                        | [ 36 ] |
| 2012 | „Fear Of Impending Hell”             | Steve Edmondson  | Tragic Idol                        | [ 37 ] |
| 2015 | „Beneath Broken Earth”               | –                | The Plague Within                  | [ 38 ] |
| 2016 | „Terminal”                           | Oliver Barth     | The Plague Within                  | [ 39 ] |

## Nagrody i wyróżnienia
| Rok  | Kategoria         | Tytułem       | Nagroda                         | Nota      | Źródło |
| ---- | ----------------- | ------------- | ------------------------------- | --------- | ------ |
| 2008 | Best UK Band      | Paradise Lost | Metal Hammer Golden Gods Awards | Nominacja | [ 40 ] |
| 2013 | Best UK Band      | Paradise Lost | Metal Hammer Golden Gods Awards | Nominacja | [ 41 ] |
| 2013 | Inspiration Award | Paradise Lost | Metal Hammer Golden Gods Awards | Laur      | [ 42 ] |